# Književnost u 1891.
◄◄ | ◄ | 1888. | 1889. | 1890. | 1891.  | 1892. | 1893. | 1894. | ► | ►►
Arhitektura • Astronomija • Biologija • Film • Fotografija • Glazba • Kazalište • Kemija • Kiparstvo • Knjige • Književnost • Kršćanstvo • Meteorologija • Medicina • Planinarstvo • Politika • Pravo • Promet • Slikarstvo • Strip • Šport • Znanost • Zrakoplovstvo • Željeznički promet
Književnost u 1891.

## Svijet

### Rođenja
- 15. svibnja – Mihail Bulgakov, ruski pisac, dramaturg i kazališni redatelj († 1940.)

### Smrti
- 11. listopada – Arthur Rimbaud, francuski pjesnik (* 1854.)

## Hrvatska i u Hrvata

### Rođenja
- 5. srpnja – Tin Ujević, hrvatski pjesnik († 1955.)
- 1. prosinca – Slavko Kolar, hrvatski književnik i filmski scenarist († 1963.)

## Vanjske poveznice
|  | Zajednički poslužitelj ima još gradiva o temi Književnost u 1891. |